# ATP Challenger Las Vegas
Das ATP Challenger Las Vegas (offizieller Name: Las Vegas Tennis Open) ist ein Tennisturnier in Las Vegas, das 1987 zum ersten Mal ausgetragen wurde. Nach einer längeren Pause von 2001 bis 2014, wird es seit 2015 wieder ausgetragen. Es ist Teil der ATP Challenger Tour und wird auf Hartplatz ausgetragen. Marcos Ondruska ist mit zwei Titeln im Doppel Rekordsieger.

## Liste der Sieger

### Einzel
| Jahr                         | Sieger             | Finalgegner       | Ergebnis          |
| ---------------------------- | ------------------ | ----------------- | ----------------- |
| 2024                         | Learner Tien       | Tristan Boyer     | 7:5, 1:6, 6:3     |
| 2023                         | nicht ausgetragen  | nicht ausgetragen | nicht ausgetragen |
| 2022                         | Tennys Sandgren    | Stefan Kozlov     | 7:5, 6:3          |
| 2021                         | J. J. Wolf         | Stefan Kozlov     | 6:4, 6:4          |
| 2020                         | abgesagt           | abgesagt          | abgesagt          |
| 2019                         | Vasek Pospisil     | James Duckworth   | 7:5, 6:711, 6:3   |
| 2018                         | Thanasi Kokkinakis | Blaž Rola         | 6:4, 6:4          |
| 2017                         | Stefan Kozlov      | Liam Broady       | 3:6, 7:5, 6:4     |
| 2016                         | Sam Groth          | Santiago Giraldo  | 6:74, 6:4, 7:5    |
| 2015                         | Thiemo de Bakker   | Grega Žemlja      | 3:6, 6:3, 6:1     |
| 2001–2014: nicht ausgetragen |                    |                   |                   |
| 2000                         | Neville Godwin     | Cristiano Caratti | 6:3, 6:3          |
| 1999                         | nicht ausgetragen  | nicht ausgetragen | nicht ausgetragen |
| 1998                         | Cecil Mamiit       | Maurice Ruah      | 7:5, 6:3          |
| 1997                         | Christian Vinck    | Andre Agassi      | 6:2, 7:5          |
| 1989–1996: nicht ausgetragen |                    |                   |                   |
| 1988                         | Andrew Sznajder    | Doug Burke        | 6:1, 6:1          |
| 1987                         | Michael Chang      | Jon Levine        | 6:3, 4:6, 6:2     |

### Doppel
| Jahr                         | Sieger                           | Finalgegner                       | Ergebnis          |
| ---------------------------- | -------------------------------- | --------------------------------- | ----------------- |
| 2024                         | Trey Hilderbrand Alex Lawson     | Tristan Boyer Tennyson Whiting    | 6:79, 7:5, [10:8] |
| 2023                         | nicht ausgetragen                | nicht ausgetragen                 | nicht ausgetragen |
| 2022                         | Julian Cash Henry Patten         | Constantin Frantzen Reese Stalder | 6:4, 7:61         |
| 2021                         | William Blumberg Max Schnur      | Jason Jung Evan King              | 7:5, 6:75, [10:5] |
| 2020                         | abgesagt                         | abgesagt                          | abgesagt          |
| 2019                         | Ruben Gonzales Ruan Roelofse     | Nathan Pasha Max Schnur           | 2:6, 6:3, [10:8]  |
| 2018                         | Marcelo Arévalo Roberto Maytín   | Robert Galloway Nathan Pasha      | 6:3, 6:3          |
| 2017                         | Brydan Klein Joe Salisbury       | Hans Hach Verdugo Dennis Novikov  | 6:3, 4:6, [10:3]  |
| 2016                         | Brian Baker Matt Reid            | Björn Fratangelo Denis Kudla      | 6:1, 7:5          |
| 2015                         | Carsten Ball Dustin Brown        | Dean O’Brien Ruan Roelofse        | 3:6, 6:3, [10:6]  |
| 2001–2014: nicht ausgetragen |                                  |                                   |                   |
| 2000                         | Jeff Coetzee Marcos Ondruska (2) | Mardy Fish Andy Roddick           | 6:79, 7:66, 6:1   |
| 1999                         | nicht ausgetragen                | nicht ausgetragen                 | nicht ausgetragen |
| 1998                         | Marcos Ondruska (1) Byron Talbot | David Di Lucia Michael Sell       | 7:6, 6:3          |
| 1997                         | David Di Lucia Michael Sell      | Paul Goldstein Jim Thomas         | 6:4, 6:4          |
| 1989–1996: nicht ausgetragen |                                  |                                   |                   |
| 1988                         | Shelby Cannon Greg Van Emburgh   | Julian Barham Peter Wright        | 6:2, 6:0          |
| 1987                         | David Dowlen Glenn Layendecker   | Mark Basham Charles Beckman       | 6:1, 6:2          |